# Норт Тастин (Калифорнија)
Норт Тастин (енгл. North Tustin) насељено је место без административног статуса у америчкој савезној држави Калифорнија.

## Демографија
По попису из 2010. године број становника је 24.917, што је 873 (3,6%) становника више него 2000. године.
| Група             | 2000.          | 2010.          |
| Белци             | 19.608 (81,6%) | 18.784 (75,4%) |
| Афроамериканци    | 134 (0,6%)     | 148 (0,6%)     |
| Азијати           | 1.695 (7,0%)   | 1.994 (8,0%)   |
| Хиспаноамериканци | 2.037 (8,5%)   | 3.260 (13,1%)  |
| Укупно            | 24.044         | 24.917         |